# علی پیرزاد آملی
علی پیرزاد آملی (به نروژی: Ali Pirzad-Amoli)؛ (زادهٔ ۱۷ مهٔ ۱۹۸۸) یک موسیقی‌دان اهل نروژ است. وی از سال ۲۰۰۵ میلادی تاکنون مشغول فعالیت بوده‌است.او یک خواننده موسیقی پاپ، رپر و ترانه سرا است.علی پیرزاد آملی زاده گیوویک نروژ،ازمردمان ایرانی تبار است.درسن ۱۰سالگی، او و مادرش به اسلو نروژ مهاجرت کردند.در سن ۱۳سالگی،آن ها اسلو را به مقصد
لس آنجلس،ایالت کالیفرنیا برای زندگی بهتر ترک کردند.علی پیرزاد آملی فعالیت موسیقی خود را از سال ۲۰۰۵میلادی ابتدا در سبک موسیقی هیپ هاپ شروع نمود.از فعالیت های موسیقایی او می توان جهان سرد، یک، برای شما،روز جدید و رنگین کمان اشاره کرد.